# Ciencia jurídico penal
La ciencia jurídico-penal es la disciplina científica que tiene como objeto de estudio el análisis y la sistematización del conjunto de normas que configuran el ordenamiento jurídico penal. Su método de investigación es dogmático, por lo que se circunscribe al aspecto normativo del delito.

## Evolución histórica
A pesar de la coeternidad de la sociedad y el derecho en cuanto a productos históricos, la aparición de esta disciplina científica es muy posterior a la creación de la más elemental estructura social.  La mera existencia de un ordenamiento que regulase dicha estructura no supuso la creación de una ciencia que lo sistematizase fijando unos postulados básicos de actuación.
Es a mediados del siglo XVIII cuando intelectuales y filósofos europeos de la llamada época de la Ilustración comienzan a denunciar públicamente las atrocidades del sistema punitivo que, hasta entonces, configuraba la sociedad.
Entre los grandes pensadores y reformistas destacan Montesquieu -siguiendo la línea de pensamiento de Rousseau y Voltaire-, Howard, Beccaria, Lardizábal, José Marcos Gutiérrez, Bentham, Romagnosi o von Feuerbach.
Entre las aportaciones de los autores citados es de especial atención la labor de Cesare Beccaria Bonesana (1738-1784). Su obra De los delitos y las penas, publicada en 1764, sintetiza todo el pensamiento reformista de la época, criticando con severidad  el derecho penal y el proceso penal de su tiempo. Sin embargo, no es hasta principios del siglo XIX cuando con la obra de von Feuerbach se puede hablar de una ciencia del derecho penal estructurada, sistemática y congruente. Establece la formulación latina nullum crimen nulla pena sine lege, alcanzando con ello el principio de legalidad, actualmente dogma constitucional, una configuración técnico-penal.

### Discusión acerca de la cientificidad del Derecho penal
Antes de hablar de la "Ciencia penal" uno debe preguntarse si el Derecho penal verdaderamente es una ciencia. Esta cuestión ha sido objeto de debate entre investigadores durante largos años. Parece existir cierto consenso en que sí es una ciencia, aunque desde luego no faltan voces detractoras en este sentido.
Cabría destacar a Julius von Kirchmann, al ser uno de los mayores defensores de la acientificidad del Derecho penal.

## Corrientes dogmáticas jurídico-penales
Dentro del Derecho penal se desarrollan varias corrientes dogmáticas. La relevancia de estas para la ciencia penal se encuentra en que definen la metodología y sistema sobre los cuales se construye el Derecho penal. Además, en función de la Escuela, también ha habido aproximaciones distintas acerca de si la ciencia penal debería abrazar otras disciplinas o si, por el contrario, debería centrarse en un derecho puramente dogmático.

### La Escuela Clásica
Parte del Derecho natural. Se concibe al delincuente como a un individuo que goza de plena libertad de actuación o libre albedrío. La Escuela Clásica utiliza el método de razonamiento deductivo. Esto significa que parte de unas premisas fundamentales y, a partir de ahí, extrae el resto de conclusiones. El mayor representante de esta corriente sería Francesco Carrara.

### La Escuela Positiva
A diferencia de la Escuela Clásica, considera que el criminal no goza de libre albedrío. Por el contrario, se trata de un sujeto cuya actuación viene guiada por factores biológicos, sociológicos o antropológicos. Emplea un método de razonamiento inductivo o experimental. En otras palabras, da un papel fundamental en el empirismo, en los datos obtenibles a partir de la realidad. Los principales representantes de esta corriente son Cesare Lombroso, Enrico Ferri y Raffaele Garofalo.
Tuvo una vida relativamente corta, pero comportó un cambio muy relevante en la ciencia penal: gracias a la Escuela Positiva, se puso fin al purismo o hermetismo científico de la Escuela Clásica.